# Сливиньский, Марек
Марек Сливиньский (пол. Marek Śliwiński, 23 июня 1933, Варшава — 1 марта 2020, Монпелье) — польский социолог и политолог, доктор философии, профессор.

## Биография
Марек защитил докторскую диссертацию, 29 сентября 1997 года получил хабилитацию на основании диссертации «Геноцид красных кхмеров: демографический анализ». Он был номинирован на звание профессора. Он стал профессором Института востоковедения Варшавского университета и доцентом кафедры восточноевропейских исследований факультета востоковедения Варшавского университета.
Он был старшим преподавателем Collegium Civitas.
Умер 1 марта 2020 года.